# Akik maradtak
Akik maradtak é um filme de drama húngaro de 2019 dirigido por Barnabás Tóth. Estreou internacionalmente no Festival de Cinema de Telluride em 30 de agosto de 2019 e foi selecionado para representar a Hungria no Oscar 2020.

## Elenco
- Károly Hajduk - Körner Aladár
- Abigél Szõke - Wiener Klára
- Mari Nagy - Olgi
- Barnabás Horkay - Pepe
- Katalin Simkó - Erzsi